# Kimber háború
A kimber háborút i. e. 113–i. e. 101 között vívta a Római Köztársaság és a kimberek és a teutonok proto-germán törzsei, amelyek északról római kontroll alatt álló területekre vándorolva összecsaptak a rómaiakkal és szövetségeseikkel. A kimber háború Itália és Róma számára az első komoly fenyegetés volt a második pun háború óta. 
A háború, különösen az arausiói csatában elszenvedett súlyos vereség komoly hatással volt Róma belpolitikájára és a római hadsereg szervezetére. A háború segítette Gaius Marius politikai karrierjét, akinek consuli időszakai és politikai konfliktusai kihívást jelentettek a köztársaság hagyományos berendezkedése és intézményei ellen. A kimberek és a Jugurtha elleni háború együtt jelentették azt a fenyegetést, amely elvezetett a mariusi reformokhoz, a római légiók újjászervezéséhez, ami jelentős hatást gyakorolt a későbbi római történelemre.
A háborúban a rómaiak súlyos veszteségeket szenvedtek, a proto-germán törzsek számára pedig szinte a teljes megsemmisülést hozták az Aquae Sextiae-i és a Vercellae-i csaták.